# UEFA 여자 유로 2017 결승전
UEFA 여자 유로 2017 결승전(네덜란드어: Finale Europees kampioenschap voetbal vrouwen 2017, 영어: UEFA Women's Euro 2017 Final)은 2017년 8월 6일에 네덜란드 엔스헤데의 더 흐롤스 페스터에서 개최된 UEFA 여자 유로 2017의 결승전이다. 조별 리그 A조에서 만났던 네덜란드와 덴마크가 다시 만나 경기를 치렀으며, 네덜란드가 4 대 2로 승리하여 UEFA 유럽 여자 축구 선수권 대회 첫 우승을 차지했다.

## 결승전까지의 경기
| 네덜란드 | 네덜란드 | 라운드         | 덴마크     | 덴마크             |
| -------- | -------- | -------------- | ---------- | ------------------ |
| 상대     | 결과     | 조별 리그      | 상대       | 결과               |
| 노르웨이 | 1-0      | 1차전          | 벨기에     | 1-0                |
| 덴마크   | 1-0      | 2차전          | 네덜란드   | 0-1                |
| 벨기에   | 2-1      | 3차전          | 노르웨이   | 1-0                |
| A조 1위  | A조 1위  | 조별 리그 순위 | A조 2위    | A조 2위            |
| 상대     | 결과     | 결선 토너먼트  | 상대       | 결과               |
| 스웨덴   | 2-0      | 8강전          | 독일       | 2-1                |
| 잉글랜드 | 3-0      | 준결승전       | 오스트리아 | 0-0 (연장) (3-0 p) |

## 경기 진행
네덜란드는 사리 판 페이넨달이 골문을 지켰고, 수비진에는 키카 판 에스 - 스테파니 판 데르 흐라흐트 - 아눅 데커르 - 데시레이 판 륀테런으로 이루어진 포백 라인이 섰다. 미드필더로는 셰리다 스피처 - 다니엘러 판 더 동크 - 자키 흐루넌이 섰고, 공격진에는 리커 마르턴스 - 비비아너 미데마 - 샤니서 판 더 산던이 서는 4-3-3 포메이션으로 나섰다. 한편, 덴마크는 스티나 뤼케 페테르센이 골문을 지켰고, 수비진에는 세실리 산베이 - 스티네 라르센 - 시모네 보위에 쇠렌센 - 테레사 닐센으로 이루어진 포백 라인이 섰다. 미드필더로는 카트리네 베예 - 소피 융에 페데르센 - 마야 킬레모에스 - 사네 트뢸스고르가 섰고, 공격진에는 나디아 나딤 - 페르닐레 하르데르 투톱이 서는 4-4-2 포메이션으로 나섰다.

### 전반전
전반 5분에 키카 판 에스가 페널티 구역에서 사네 트뢸스고르를 걸어 넘어뜨리는 반칙을 범해 덴마크가 페널티 킥을 얻어냈고, 약 1분 뒤에 나디아 나딤이 이를 선제골로 연결했다. 선제골을 내준 네덜란드는 공격 강도를 높이며 덴마크를 압박해 갔고, 10분에 덴마크의 오른쪽 진영을 돌파하던 샤니서 판 더 산던의 크로스를 비비아너 미데마가 받아 덴마크의 골대에 공을 꽂아 넣음으로서, 1-1 동점을 만들어 승부를 원점으로 돌렸다. 16분에는 셰리다 스피처가 유효슛을 날렸지만 골키퍼 스티나 뤼케 페테르센에게 막혔고, 이어서 리커 마르턴스도 유효슛을 날렸지만 골키퍼에게 막혔다. 21분에는 자키 흐루넌이 카트리네 베예에게 반칙을 범해 경고를 받았고, 28분에 리커 마르턴스가 덴마크의 페널티 구역 인근에서 슛을 날려 골키퍼 스티나 뤼케 페테르센의 자세를 무너뜨리고 2-1 역전골을 넣었다. 하지만 33분에 페르닐레 하르데르가 오프사이드를 피해 공을 받아 네덜란드의 골대를 향해 공을 차 넣음으로서, 2-2 동점을 만들어 승부를 다시 원점으로 돌렸다. 37분에는 카트리네 베예가 유효슛을 날렸으나, 골키퍼 사리 판 페이넨달에게 막혔다. 43분에는 아눅 데커르가 페르닐레 하르데르에게 반칙을 범해 경고를 받았고, 약 1분 뒤에 페르닐레 하르데르가 슛을 날렸지만 빗나갔다. 45분에는 나디아 나딤이 스테파니 판 데르 흐라흐트에게 반칙을 범해 경고를 받았고, 추가 시간 1분 동안 공방이 이어진 뒤 전반전은 2-2로 끝났다.

### 후반전
후반 5분에 사네 트뢸스고르가 네덜란드의 페널티 구역 인근에서 다니엘러 판 더 동크를 넘어뜨려 네덜란드가 직접 프리킥을 얻어냈고, 셰리다 스피처가 덴마크의 수비벽 오른쪽을 살짝 스치는 슛을 골로 연결해 네덜란드가 3-2로 다시 앞서나가기 시작했다. 12분에는 네덜란드의 데시레이 판 륀테런이 나가고 도미니크 얀선이 들어왔으며, 16분에는 덴마크의 마야 킬레모에스가 나가고 프레데리케 퇴게르센이 들어왔다. 17분에는 비비아너 미데마가 유효슛을 날렸으나, 득점으로 연결되지는 않았다. 27분에는 스테파니 판 데르 흐라흐트가 경고를 받았고, 약 1분 뒤에 소피 융에 페데르센이 유효슛을 날렸으나 골키퍼 사리 판 페이넨달에게 막혔다. 32분에는 덴마크의 시모네 보위에 쇠렌센이 나가고 리네 뢰디크 한센이 들어왔으며, 37분에는 덴마크의 소피 융에 페데르센이 나가고 나나 크리스티안센이 들어왔다. 40분에는 사네 트뢸스고르가 슛을 날렸지만 골대 오른쪽으로 날아갔다. 44분에는 비비아너 미데마가 세실리 산베이와 스티나 뤼케 페테르센의 사이로 슛을 때려 추가 득점에 성공해 점수는 4-2로 벌어졌다. 45분에는 네덜란드의 샤니서 판 더 산던이 나가고 레나터 얀선이 들어왔다. 후반 추가시간에는 키카 판 에스가 나가고 만디 판 덴 베르흐가 들어왔다. 약 5분의 추가시간이 흐른 뒤 경기는 추가 득점 없이 종료되었고, 이로서 네덜란드가 덴마크를 4-2로 꺾고 UEFA 유럽 여자 축구 선수권 대회 첫 우승을 차지했다.

## 경기 결과
| 네덜란드                                    | 4 - 2     | 덴마크                          |
| ------------------------------------------- | --------- | ------------------------------- |
| 미데마 10′, 89′ · 마르턴스 28′ · 스피처 51′ | 상세 정보 | 나딤 6′ (페널티) · 하르데르 33′ |

| 네덜란드 | 덴마크 |

| GK            | 1  | 사리 판 페이넨달          |     |       |
| RB            | 2  | 데시레이 판 륀테런        |     | 57′   |
| CB            | 6  | 아눅 데커르               | 43′ |       |
| CB            | 3  | 스테파니 판 데르 흐라흐트 | 72′ |       |
| LB            | 5  | 키카 판 에스              |     | 90+4′ |
| CM            | 14 | 자키 흐루넌               | 21′ |       |
| CM            | 10 | 다니엘러 판 더 동크       |     |       |
| CM            | 8  | 셰리다 스피처 (주장)      |     |       |
| RF            | 7  | 샤니서 판 더 산던         |     | 90′   |
| CF            | 9  | 비비아너 미데마           |     |       |
| LF            | 11 | 리커 마르턴스             |     |       |
| 교체 선수:    |    |                           |     |       |
| DF            | 20 | 도미니크 얀선             |     | 57′   |
| FW            | 13 | 레나터 얀선               |     | 90′   |
| DF            | 4  | 만디 판 덴 베르흐         |     | 90+4′ |
| 감독:         |    |                           |     |       |
| 사리나 비흐만 |    |                           |     |       |

| GK         | 1  | 스티나 뤼케 페테르센     |     |     |
| RB         | 8  | 테레사 닐센              |     |     |
| CB         | 5  | 시모네 보위에 쇠렌센     |     | 77′ |
| CB         | 12 | 스티네 라르센            |     |     |
| LB         | 19 | 세실리 산베이            |     |     |
| RM         | 7  | 사네 트뢸스고르          |     |     |
| CM         | 4  | 마야 킬레모에스          |     | 61′ |
| CM         | 13 | 소피 융에 페데르센       |     | 82′ |
| LM         | 11 | 카트리네 베예            |     |     |
| CF         | 10 | 페르닐레 하르데르 (주장) |     |     |
| CF         | 9  | 나디아 나딤              | 45′ |     |
| 교체 선수: |    |                          |     |     |
| DF         | 15 | 프레데리케 퇴게르센      |     | 61′ |
| DF         | 2  | 리네 뢰디크 한센         |     | 77′ |
| MF         | 6  | 나나 크리스티안센        |     | 82′ |
| 감독:      |    |                          |     |     |
| 닐스 닐센  |    |                          |     |     |

| 최우수 선수: 셰리다 스피처 (네덜란드) 부심: 벨린다 브렘 (스위스) 사냐 로자크카르시치 (크로아티아) 대기심: 비비아나 슈타인하우스 (독일) 후보 대기심: 카트린 라팔스키 (독일) | 경기 규정 - 90분간 진행되며, 필요 시 30분의 연장전을 실시한다. 연장전 후에도 동점일 시 승부차기를 실시한다. |